# 私の愉しみ
『私の愉しみ ヨーガン・レール・ファッション・ショーのための音楽』（わたしのたのしみ -おんがく）は、ヒカシューのアルバム。1984年にバルコニーより発売。
劇団「ワンダーランド」の公演音楽、ヨーガン・レール・ファッション・ショーのための音楽を元にした作品。2枚のレコードには、それぞれ地球と月面が印刷されている。収録曲はインストルメンタル。当時はレコードでのみ発売だったが、2010年に未発表曲を収録して再発された。

## 収録曲

### 地球面
1. メロンの中の羊
  - 作曲：巻上公一、井上誠、山下康、海琳正道／編曲：ヒカシュー
2. 羊歯とテントウ虫
  - 作曲：巻上公一、井上誠、山下康、海琳正道／編曲：ヒカシュー

### 月面
1. ライオンの調教
  - 作曲：巻上公一、井上誠、山下康、海琳正道／編曲：ヒカシュー
2. それが、私の愉しみ
  - 作曲：巻上公一、井上誠、山下康、海琳正道／編曲：ヒカシュー

### CD版追加収録曲
1. Hand-joeの角
2. Ahの二歩三歩